# Novák László (nyomdász)
Novák László (Ráckeve, 1873. május 14. – Budapest, Józsefváros, 1942. május 3.) magyar nyomdász, nyomdászati szakíró.

## Életrajz
Novák Imre és Faigl Jozefa gyermekeként született, vallása római katolikus. 1890-ben szabadult fel a Pallas Nyomdában, 1892-től korrektorként dolgozott a Pallas nagy lexikonánál. 1899. február 12-én Budapesten, a Józsefvárosban feleségül vette Csoóri Anna Mária budafoki születésű, nála hét évvel fiatalabb nyomdai munkásnőt, Csoóri István és Schmidt Anna leányát.
1903 és 1910 között segédszerkesztője volt a Nyomdászati Enciklopédiának. A Grafikai Szemle főmunkatársaként is dolgozott, 1905-től 1910-ig, valamint 1936-tól újból szerkesztője volt a lapnak. Szerkesztette a Magyar Nyomdászok Évkönyvét, a Nyomdászati Lexikont és a Nyomdászatunk 500 esztendejét. 1925-től 1930-ig kiadója volt a Grafikai Művészek Könyvtárának, szaktanfolyamokat is tartott.
Miután első feleségétől elvált, 1926. szeptember 8-án, Budapesten, a Józsefvárosban házasságot kötött volt titkárnőjével, a nála 16 évvel fiatalabb, református vallású Weisz Jolánnal, Weisz Mária lányával.
A Magyarországi Könyvnyomdai Munkások Egyesületének tagja és a Világosság Könyvnyomda Rt. munkatársa volt. Elhunyt 1942. május 3-án éjjel, örök nyugalomra helyezték 1942. május 6-án délután a Fiumei úti sírkertben.

## Fontosabb munkái
- Novák László: Emlékfüzet Záhonyi Alajos ötvenéves nyomdász-jubileumára.   (Budapest, 1908)
- Novák László: Grafikai sokszorosító művészetek  (Budapest, 1925)
- Löwy Salamon, Novák László: Betűművészet I-II.  (Budapest 1926)
- Walter Ernő, Novák László: A szinek világa  (Budapest, 1927)
- Novák László: A nyomdászat története I-VII.  (Budapest, 1928)
- Novák László: Betűszedés (Budapest, 1930)
- Dukai Károly, Novák László: Grafikai rajz és metszés  (Budapest, 1936)
- Biró Miklós, Kertész Árpád, Novák László: Nyomdászati Lexikon (Budapest, 1936, Békéscsaba, 1998, ISBN 9630347024);
- Novák László (szerk.): Nyomdászatunk 500 esztendeje  (Budapest, 1940)